# Dilukai
Les dilukai són figuretes de fusta pròpies de la República de Palau. Representen una dona amb les cames obertes que mostra la seva vulva. Es col·loquen a l'entrada de les cases comunals com a símbol protector.

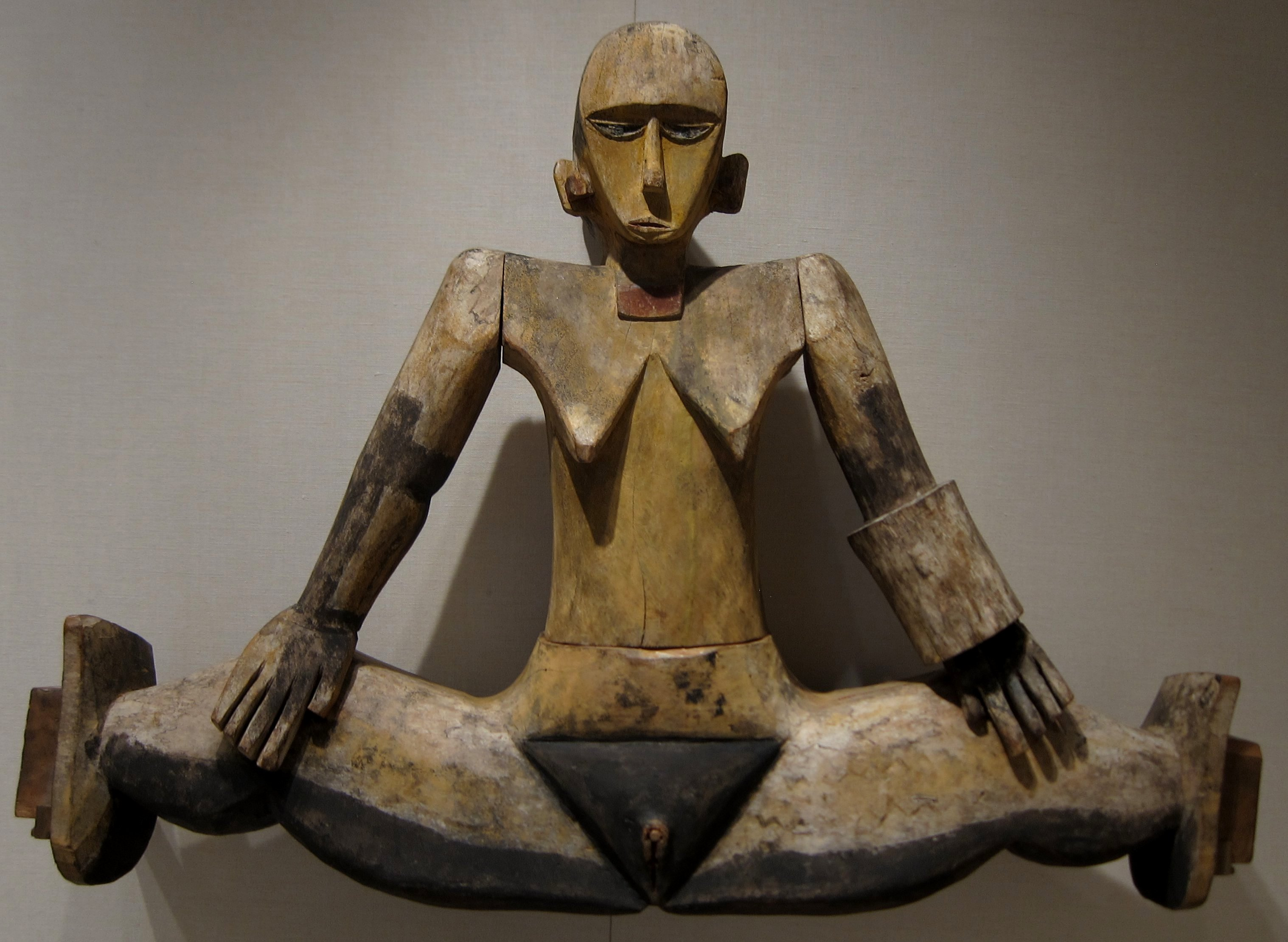
Dilukai del segle XIX

El seu origen està en la llegenda d'una dona homònima, a qui el seu pare va voler exposar públicament, nua i en una posició indecorosa, com a càstig per la seva promiscuïtat. Una altra explicació afirma que Dilukai era una dona amb un germà molt violent. Quan aquest va partir de viatge, va penjar una figura seva nua a la porta de casa per evitar que tornés, ja que per evitar l'incest és tabú a la societat de Palau que un home vegi els genitals de les seves germanes o parentes properes.
Els antropòlegs també han lligat aquestes figuretes amb les tradicionals deesses de fertilitat presents a diverses cultures. Concretament, seria l'adopció local de la yoni hindú o de la deessa Lajja Gauri que també es representa mostrant la seva vulva.